# Notis Sfakianakis
Notis Sfakianakis (Grieks: Νότης Σφακιανάκης) (Iraklion, 2 november 1959) is een Grieks zanger. Sfakianakis is met de verkoop van meer dan 5 miljoen platen een van de commercieel succesvolste artiesten aller tijden in Griekenland en Cyprus.

## Vroege leven
Notis Sfakianakis is de zoon van Konstantinos en Maria Sfakianakis. Op zevenjarige leeftijd verhuisde Sfakianakis en het gezin van Kreta naar het eiland Kos, hier brengt Sfakianakis de rest van zijn jeugd door. Als jonge twintiger werd hij actief als diskjockey. Notis werkte als elektricien, loodgieter, ober en arbeider om in zijn levensonderhoud te kunnen voorzien. In 1985 vormde hij een band en speelde in clubs op Kos. Doch door het uitblijven van succes werd de band na iets minder dan een jaar alweer ontbonden.

## Carrière
In 1986 verhuisde Sfakianakis weer terug naar Kreta daar begon zijn solocarrière als zanger alwaar hij in nachtclubs de openingsact verzorgde in de voorprogramma’s van bekende artiesten. Hier wordt hij ook ontdekt door de algemeen manager van Sony Griekenland Costas Bourmas, die hem een platencontract aanbiedt voor zijn debuutalbum Proti Fora (eerste keer). Door het succes van zijn debuutalbum is zijn carrière in een stroomversnelling geraakt.

## Trivia
- In 2003 heeft Sfakianakis een operatie ondergaan aan zijn stembanden, waardoor hij twee jaar uit de running was.
- In 2004 is Notis zijn broer Giorgos verloren aan de gevolgen van kanker.
- Sfakianakis is getrouwd en heeft twee kinderen, hij woont met zijn gezin in Athene.

## Discografie
| Jaartal | Album - (getranslitereerd) | Album - originele titel (Grieks alfabet) | Nederlandse vertaling        |
| ------- | -------------------------- | ---------------------------------------- | ---------------------------- |
| 1991    | Proti fora                 | Πρώτη Φορά                               | Eerste keer                  |
| 1992    | Eisai ena pistoli          | Είσαι Ένα Πιστόλι                        | Jij bent een pistool         |
| 1993    | Me to N kai me to S        | Με το Ν και με το Σ                      | Met de N naar de S           |
| 1994    | Notioanatolika tou kosmou  | Νοτιοανατολικά του Κόσμου                | Het Zuidoosten van de wereld |
| 1996    | 5o vima                    | 5o Βήμα                                  | 5e stap                      |
| 1998    | Oi notes einai 7psyhes     | Οι Νότες Είναι 7ψυχες                    | De noten zijn onsterfelijk   |
| 2000    | Polihroma kai entona       | Πολύχρωμα και Έντονα                     | Veelkleurig en intens        |
| 2002    | As milisoun ta tragoudia   | Ας Μιλήσουν Τα Τραγούδια                 | Laat de liederen spreken     |
| 2004    | Me agapi o, ti kaneis      | Με Αγάπη Ο,τι Κάνεις                     | Met liefde, wat je ook doet  |
| 2005    | Ana... gennisis            | Ανα...γέννησις                           | Hergeboorte                  |
| 2007    | Mnimes                     | Μνήμες                                   | Herinneringen                |
| 2011    | 21+4 Matomena dakrya       | 21+4 Ματωμένα Δάκρυα                     | Bloederige tranen            |
| 2013    | 16 Autoteleís istoríes     | 16 Αυτοτελείς Ιστορίες                   | 16 Afzonderlijke verhalen    |
| 2014    | Mazi                       | Μαζι                                     | Samen                        |
| 2016    | Ótan epikoinonoúme         | Όταν επικοινωνούμε                       | Wanneer we communiceren      |
| 2018    | Kai o Éros theós eínai     | Και ο Έρως θεός είναι                    | En Eros is een god           |